# Benediktinerinnenkloster Venière

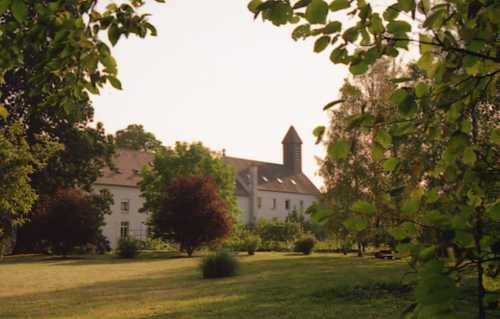
Benediktinerinnenkloster Venière (Foto 2012)

Das Benediktinerinnenkloster Venière ist eine Abtei der Benediktinerinnen in Boyer (Saône-et-Loire) im Bistum Autun in Frankreich.

## Geschichte
Bischof Ernest Mennechet von Soissons förderte 1933 die Ansiedlung in Oulchy-le-Château einer Benediktinerinnengemeinschaft, die 1939 offiziell zum Priorat erhoben wurde. Während des Zweiten Weltkriegs musste die Gemeinschaft in die Départements Tarn und Dordogne ausweichen. Dann ließ sie sich mit Hilfe der Abtei La Pierre-qui-Vire im Schloss La Loyère nördlich von Chalon-sur-Saône nieder und trat 1948 der Kongregation von Subiaco und Montecassino bei.
1963 wechselte der Konvent in den Weiler Venière (5 km nördlich von Tournus) und renovierte Gebäude, die früher den Missionsschwestern Unserer Lieben Frau von Afrika als Noviziat gedient hatten. 1971 wurde das Kloster zur Abtei erhoben (Abbaye Notre-Dame de Venière). Die 1990 in Kimpanzou (Republik Kongo) begonnene Gründung des Klosters Notre-Dame de l’Eau Vive scheiterte 1998 am dortigen Bürgerkrieg.
Die Gemeinschaft zählt derzeit 36 Nonnen.

## Oberinnen seit 1971
- 1971–2007: Marie-Joseph Roduit (Äbtissin)
- 2007–2017: Danielle Darosey (Äbtissin)
- 2017–2020: Anne Devos (Verwaltende Priorin)
- 2020–: Françoise-Emmanuel Vauchot (Verwaltende Priorin)